# Myrmoteras opalinum
Myrmoteras opalinum (лат.) — вид муравьёв (Formicidae) из подсемейства Формицины (Formicinae, Formicidae).

## Распространение
Юго-восточная Азия: южный Таиланд (Surat Thani Province). Два муравейника обнаружены в почве в низинных лесах.

## Описание
Длина тела составляет 3,5 — 4,0 мм. Основная окраска коричневая (брюшко темнее); ноги, челюсти — светло-коричневые. От других Индо-Китайских видов рода отличается молочно-белыми тазиками средних и задних ног и мелкими размерами. Верх головы гладкий. Длина головы — 1,04—1,10 мм (ширина — 1,02—1,10). Муравьи с крупными глазами и длинными узкими мандибулами. Жвалы длиной 1,3 мм с 8 зубцами. Формула щупиков 6,4. Передний край клипеуса вогнутый. Стебелёк между грудкой и брюшком состоит из одного членика петиолюса (последний четко отделен от брюшка). Близок к видам Myrmoteras binghamii и Myrmoteras concolor.